# Angelica scabrida
Angelica scabrida är en flockblommig växtart som beskrevs av Ira Waddell Clokey och Mildred Esther Mathias. Angelica scabrida ingår i släktet kvannar, och familjen flockblommiga växter. Inga underarter finns listade i Catalogue of Life.